# Viggo Brodersen
Viggo Brodersen (Lyngby, 26 maart 1879 – Kopenhagen, 7 februari 1965) was een Deens pianist en componist.

## Achtergrond
Viggo Brodersen werd geboren binnen het gezin van docent Christian Edvard William Brodersen uit Skibby en Ingeborg Anna Pouline Thye uit de omgeving van Slagelse. Zijn broer Aage Brodersen (1883-1966) is bekend in de Deense filmwereld als schrijver, journalist, acteur. Viggo Brodersen huwde Lucia Edle Julie Gotfredine Rasmussen; zij kregen minstens drie kinderen.

## Muziek
Brodersen studeerde aan de Polyteknisk Laereanstalt, voordat hij ontdekte dat zijn ware roeping de muziek was. Hij studeerde piano bij componist Louis Glass en pianist Ove Christensen. Onderwijs in het bespelen van het kerkorgel kreeg hij van Gustav Helsted, compositieleer van Alfred Tofft. In 1897 gaf hij al pianolessen, eerst aan het opleidingsinstituut van diezelfde Louis Glass en later aan het instituut van C.F.E. Horneman. Als componist kwam hij tot een vijftigtal gepubliceerd werken, voornamelijk bestaande uit liederen, werkjes voor piano en kamermuziek. Voor de liederen gebruikte hij teksten van onder meer Hermann Hölty, Eduard Mörike, Rainer Maria Rilke en Hermann Hesse .

### Werklijst
- op. 1 Symfonisk suite (piano 1902)
- op. 2 Cinq impromtus mignonnes (piano 1905)
- op. 3 Aforismer (piano 1905)
- op. 4 Deux morceaux (piano 1906)
- op. 5 Sange
- op. 6 Trois morceaux (piano 1906)
- op. 7 Bagatellen (piano 1912)
- op. 8 Kleine Epistlen (piano 1928)
- op. 9 4 sange (1911)
- op. 10 Drei Lieder (sange 1913)
- op. 11 5 sange til danske tekster (1912)
- op. 12 Legende (piano 1911)
- op. 13 Drei Stimmungsbilder (piano 1911)
- op. 14 8 sange (1912)
- op. 15 24 Interludien (piano 1915)
- op. 16 Strygekvartet (1912)
- op. 17 Aus der Kinderwelt (piano 1916)
- op. 18 Sonate i c-mol (cello en piano 1914)
- op. 19 Vier Lieder (1917)
- op. 20 Fünf Lieder (1917)
- op. 21 Drei Lieder (1919)
- op. 22 Tänzchen (piano 1926)
- op. 23 Vier Lieder (1919)
- op. 24 Tarantelle (piano 1926)
- op. 25 Drei Lieder (1920)
- op. 26 Fünf Lieder (1921)
- op. 27 Drei Lieder (1921)
- op. 28 Drei Lieder (1915)
- op. 29 Drei Lieder (1916)
- op. 30 Ballade (piano 1921)
- op. 31 Drei Konzert-Etüden (piano 1924)
- op. 32 Fantasie (piano 1922)
- op. 33 Ballade nr. 2 (piano 1922)
- op. 34 Das hohe Lied der Liebe (1922)
- op. 35 Ballade nr. 3 (piano 1928)
- op. 36 3 Pastorales (piano 1928)
- op. 37 Vier Anekdoten (piano 1928)
- op. 38 Nocturne, Choral und Interludium (piano 1928)
- op. 39 Drei Stücke (piano 1920)
- op. 40 Sonette (piano 1923)
- op. 41 Drei Lieder (1923)
- op. 42 Drei Lieder (1916)
- op. 43 Drei Lieder (1925)
- op. 44 Drei Lieder (1923)
- op. 45 Sange
- op. 46 Drei Lieder (1926)
- op. 47 Sange
- op. 48 Sonate (viool en piano 1930)
- op. 49 24 Konzert-Etüden (piano 1923)
- op. 50 Fünf Lieder (1927)
- op. 51 Die Nacht (piano 1928)
- op. 52 Der 121 Psalm Davids (zang en piano 1929)
- op. 53 Neue Tänze (piano 1928).

Tenor Vilhelm Herold gaf, aldus een advertentie in Trondhjems Adresseavis van 7 september 1913, Brodersens Saa danser jeg dig imöte uit opus 5 uit. In 2015 is geen van de muziek van Brodersen op compact disc te koop.
- Gemeinsame Normdatei: 1060063204
- International Standard Name Identifier: 0000 0000 5005 6310
- Library of Congress Control Number: nr95021414
- Nationale Bibliotheek van Tsjechië: jx20130528001
- Nederlandse Thesaurus van Auteursnamen: 322740282
- Virtual International Authority File: 73745042
- WorldCat: E39PBJwxPgvkMRcxwFpqvvkkXd